# British Council
British Council (dansk: Det britiske råd) er et statsfinansieret, men officielt uafhængigt kulturinstitut, som promoverer britisk kultur og uddannelse (blandt andet engelskundervisning) fra 100 afdelinger i hele verden. I Danmark ligger en afdeling på Gammel Mønt i København.
Organisationen blev grundlagt i 1934 og arbejder med at udvikle forbindelser mellem Storbritannien og andre lande, ligesom man også arbejder med at udbrede det engelske sprog.
Helle Thorning-Schmidts mand, Stephen Kinnock, har arbejdet for British Council. Hans far, Neil Kinnock, der er tidligere Labour-formand, var formand for British Council fra 2004 til 2009.